# Victurnien d'Esgrignon
Victurnien d'Esgrignon, nascido em 1801, é um personagem da Comédia Humana de Honoré de Balzac.
Órfão de mãe aos cinco anos, ele é rodeado de cuidados diligentes de mademoiselle Armande, sua tia, que era admirada por Émile Blondet na infância. Muito mimado por um pai pouco rígido, Victurnien se lança às indiscrições da idade de dezoito anos, e começa a acumular dívidas. O bom notário mestre Chesnel recomenda que ele seja enviado a Paris e lhe dá uma carta de recomendação a ser entregue a seu amigo, mestre Sorbier.
Em 1822, Victurnien freqüenta um grupo de jovens boêmios parisienses, e felicita Lucien de Rubempré por ter se convertido à direita. Mas ele cai nas garras de manipuladores que o empurram ao jogo e ao acúmulo de dívidas. O notário Cardot, sucessor de Sorbier, lhe adianta as somas que o jovem exige.
No ano seguinte, ele saca junto ao banco dos irmãos Keller uma letra de câmbio contra du Croisier, um camponês de Alençon que sonha ser admitido no círculo do Gabinete das Antiguidades, velha nobreza da província a que pertence Victurnien, e que havia fechado suas portas ao homem comum.
Em 1824, Victurnien comete um crime de falsificação, pois sua dívida junto à casa Keller atinge uma soma gigantesca. Mantém como amante Diane de Maufrigneuse, junto à qual ele se refugia para escapar dos cobradores. Ele se esconde, depois, na casa de mestre Chesnel, onde ele é preso, finalmente. Mas, graças à intervenção de Diane de Maufrigneuse e aos interesses pessoais do juiz Camusot, ele é absolvido. Diane de Maufrigneuse o abandona em Splendeurs et miseres des courtisanes, pois ela o acha muito covarde.
Ele se bate em duelo com du Croisier e é ferido. Acaba por desposar a prima muito rica de seu inimigo, que ele abandona assim que se instala em Paris, onde leva uma vida desregrada.
Victurnien d’Esgrignon também aparece em:
- Béatrix
- Le Cousin Pons
- Mémoires de deux jeunes mariées
- La Cousine Bette